# Mimus
Mimus là một chi chim trong họ Mimidae.

## Các loài
- Mimus dorsalis
- Mimus gundlachii
- Mimus longicaudatus
- Mimus patagonicus
- Mimus thenca
- Mimus triurus
- Mimus polyglottos
- Mimus graysoni
- Mimus gilvus
- Mimus saturninus
- Mimus macdonaldi
- Mimus parvulus
- Mimus trifasciatus
- Mimus melanotis